# Rallye Bulgarien
Die Rallye Bulgarien ist eine Rallye-Veranstaltung, die seit 1970 jährlich in Bulgarien ausgetragen wird. Die Rallye Bulgarien war schon seit Beginn eine internationale Rallye mit Teilnehmern auch aus dem nicht sozialistischen Ausland, was auch die Liste der Gesamtsieger zeigt. Im Jahr 2010 hatte diese zum bisher einzigen Mal WM-Status und war der 7. Lauf zur Rallye-Weltmeisterschaft 2010.
Die im September 2009 in den Rallye-WM-Kalender 2010 aufgenommene Veranstaltung wurde zuvor schon mehrere Male als Lauf zur FIA-Rallye-Europameisterschaft ausgetragen und fand in dem Jahr das erste Mal als Lauf zur Rallye-Weltmeisterschaft statt. Sie wurde vom 9. bis 11. Juli 2010 im südöstlichen Bulgarien durchgeführt. Zu dieser Veranstaltung gehörte auch der dritte von sechs Läufen der Rallye-Juniorenweltmeisterschaft (JWRC) 2010.

## Rallye 2010
Das Fahrerlager war in Borowez eingerichtet, wo auch der zeremonielle Start stattfand. Die Wertungsprüfungen bestanden großteils aus engen, kurvenreichen, asphaltierten Bergstraßen. Dreizehn der vierzehn geplanten Wertungsprüfungen wurden im und um das Wintersportgebiet im Rila-Gebirge gestartet. Die 24,86 km lange Wertungsprüfung 7 musste wegen zu großem Publikumsandrang aus Sicherheitsgründen abgesagt werden. Die Gesamtlänge einschließlich Verbindungsetappen betrug 1223,07 Kilometer und endete bei dieser Rallye wieder im Ziel in Borowez.
Die Rallye 2010 endete mit einem Vierfachsieg von Citroën. Der amtierende Weltmeister Sébastien Loeb im Citroën C4 WRC erzielte dabei seinen vierten Saisonsieg und den 58. Sieg seiner Karriere.

## Gesamtsieger
| Jahr  | Rallye                                   | Fahrer               | Beifahrer            | Auto                           |
| ----- | ---------------------------------------- | -------------------- | -------------------- | ------------------------------ |
| 19701 | 01. Rally Zlatni Piassatz                | Reiner Altenheimer   | Elena Koller         | Porsche 911                    |
| 19711 | 02. Rally Zlatni Piassatz                | Ilia Chubrikov       | Kolu Chubrikov       | Renault Alpine A110 1600       |
| 19721 | 03. Rally Zlatni Piassatz                | Sobiesław Zasada     | Ryszard Żyszkowski   | Porsche 911 S                  |
| 19731 | 04. Rally Zlatni Piassatz                | Sergio Barbasio      | Gino Macaluso        | Fiat 124 Abarth Rallye         |
| 19741 | 05. Rally Zlatni Piassatz                | Attila Ferjáncz      | Jenő Zsemberi        | Renault 12 Gordini             |
| 19751 | 06. Rally Zlatni Piassatz                | Fulvio Bacchelli     | Bruno Scabini        | Fiat 124 Abarth Rallye         |
| 19761 | 07. Rally Zlatni Piassatz                | Andrzej Jaroszewicz  | Ryszard Żyszkowski   | Lancia Stratos HF              |
| 19771 | 08. Rally Zlatni Piassatz                | Reiner Altenheimer   | Dieter Horwik        | Porsche Carrera                |
| 19781 | 09. Rally Albena - Rally Zlatni Piassatz | Franz Wittmann sen.  | Helmut Deimel        | Opel Kadett GT/E               |
| 19791 | 10. Rally Albena - Rally Zlatni Piassatz | Antonio Zanini       | Juan José Petisco    | Fiat 131 Abarth                |
| 19801 | 11. Rally Albena - Rally Zlatni Piassatz | Antonio Zanini       | Jordi Sabater        | Porsche 911 SC                 |
| 19811 | 12. Rally Albena - Rally Zlatni Piassatz | Adartico Vudafieri   | Arnaldo Bernacchini  | Fiat 131 Abarth                |
| 19821 | 13. Rally Albena - Rally Zlatni Piassatz | Andrea Zanussi       | Arnaldo Bernacchini  | Fiat 131 Abarth                |
| 19831 | 14. Rally Albena - Rally Zlatni Piassatz | Antonio Zanini       | Pedro García         | Talbot Sunbeam Lotus           |
| 19841 | 15. Rally Albena - Rally Zlatni Piassatz | Carlo Capone         | Sergio Cresto        | Lancia 037 Rally               |
| 19851 | 16. Rally Albena - Rally Zlatni Piassatz | Dario Cerrato        | Giuseppe Cerri       | Lancia 037 Rally               |
| 19861 | 17. Rally Albena - Rally Zlatni Piassatz | Beny Fernández       | José López Orozco    | Opel Manta 400                 |
| 19871 | 18. Rally Albena - Rally Zlatni Piassatz | Dany Colebunders     | Patrick Snijers      | Lancia Delta HF 4WD            |
| 19881 | 19. Rally Albena - Rally Zlatni Piassatz | Fabio Arletti        | Leonardo Julli       | Lancia Delta HF 4WD            |
| 19891 | 20. Rally Albena - Rally Zlatni Piassatz | Robert Droogmans     | Ronny Joosten        | Ford Sierra RS Cosworth        |
| 19901 | 21. Rally Albena - Rally Zlatni Piassatz | Fabrizio Tabaton     | Maurizio Imerito     | Lancia Delta Integrale 16V     |
| 19911 | 22. International Rally Zlatni           | Piero Liatti         | Luciano Tedeschini   | Lancia Delta Integrale 16V     |
| 19921 | 23. International Rally Zlatni           | Erwin Weber          | Manfred Hiemer       | Mitsubishi Galant VR-4         |
| 19931 | 24. International Rally Zlatni           | Pierre-César Baroni  | Hervé Sauvage        | Lancia Delta HF Integrale      |
| 19941 | 25. International Rally Zlatni           | Patrick Snijers      | Dany Colebunders     | Ford Escort RS Cosworth        |
| 19951 | 26. International Rally Zlatni           | Enrico Bertone       | Massimo Chiapponi    | Toyota Celica Turbo 4WD        |
| 19961 | 27. Rally Zlatni Piassatzi               | Enrico Bertone       | Massimo Chiapponi    | Ford Escort RS Cosworth        |
| 19971 | 28. Rally Albena                         | Krzysztof Hołowczyc  | Maciej Wisławski     | Subaru Impreza 555             |
| 19981 | 29. Rally Albena-Bulgaria                | Alessandro Fiorio    | Nadia Mazzon         | Ford Escort RS Cosworth        |
| 19991 | 30. Rally Albena-Bulgaria                | Enrico Bertone       | Nicola Arena         | Renault Mégane Maxi            |
| 20001 | 31. Rally Albena                         | Bruno Thiry          | Stéphane Prévot      | Citroën Xsara Kit Car          |
| 20011 | 32. Rally Bulgaria - Albena              | Armin Kremer         | Fred Berßen          | Toyota Corolla WRC             |
| 20021 | 33. Rally Bulgaria - Albena              | Leszek Kuzaj         | Erwin Mombaerts      | Toyota Corolla WRC             |
| 20031 | 34. Rally Bulgaria Albena                | Bruno Thiry          | Jean-Marc Fortin     | Peugeot 206 WRC                |
| 20041 | 35. Rally Bulgaria                       | Luca Pedersoli       | Daniele Vernuccio    | Peugeot 306 Maxi               |
| 20051 | 36. Rally Bulgaria                       | Giandomenico Basso   | Mitia Dotta          | Fiat Punto S1600               |
| 20061 | 37. Rally Bulgaria                       | Giandomenico Basso   | Mitia Dotta          | Fiat Abarth Grande Punto S2000 |
| 20071 | 38. Rally Bulgaria                       | Dimitar Iliew        | Yanaki Yanakiev      | Mitsubishi Lancer Evo IX       |
| 20081 | 39. Rally Bulgaria                       | Krum Donchev         | Stoiko Valchev       | Peugeot 207 S2000              |
| 20091 | 40. Rally Bulgaria                       | Giandomenico Basso   | Mitia Dotta          | Fiat Abarth Grande Punto S2000 |
| 2010  | 41. Rally Bulgaria                       | Sébastien Loeb       | Daniel Elena         | Citroën C4 WRC                 |
| 20111 | 42. Rally Bulgaria                       | Luca Rossetti        | Matteo Chiarcossi    | Fiat Abarth Grande Punto S2000 |
| 20121 | 43. Rally Bulgaria                       | Dimitar Iliew        | Yanaki Yanakiev      | Škoda Fabia S2000              |
| 20131 | 44. Rally Bulgaria                       | Oleksandr Saljuk jr. | Jewhen Tscherwonenko | Škoda Fabia S2000              |
| 20141 | 45. Rally Bulgaria                       | Krum Donchev         | Petar Yordanov       | Ford Fiesta R5                 |
| 20151 | 46. Rally Bulgaria                       | Murat Bostanci       | Onur Vatansever      | Ford Fiesta R5                 |
| 20151 | 47. Rally Bulgaria                       | Rashid Al-Ketbi      | Karina Hepperle      | Škoda Fabia R5                 |

1 kein WM-Status